# Ludwig Thiersch

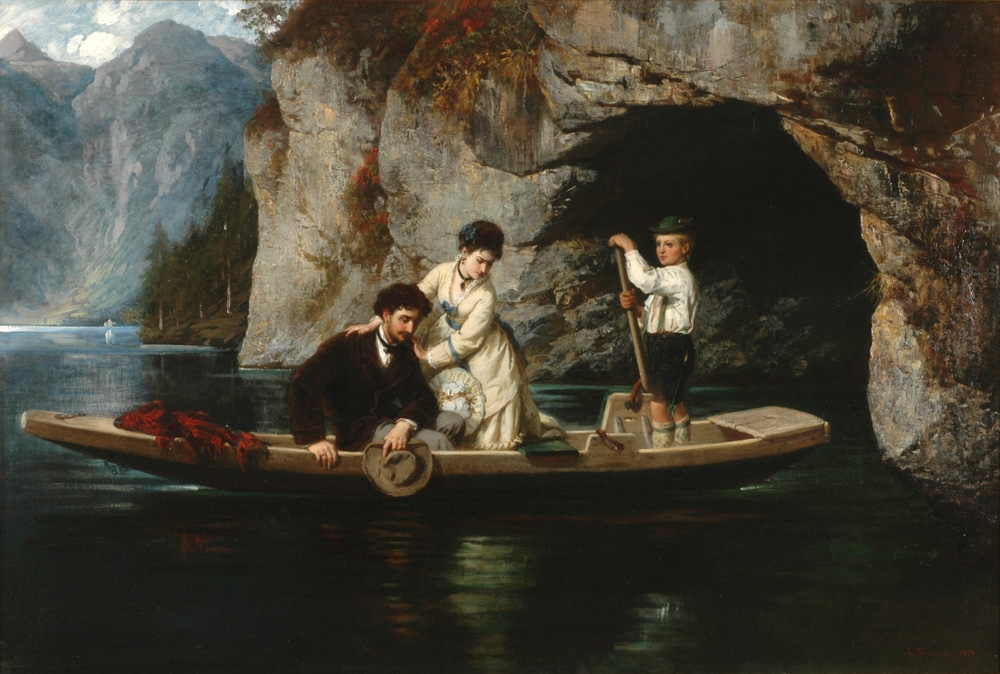
Insondabile (Unergründlich), 1874.

Ludwig Thiersch (Monaco di Baviera, 12 aprile 1825 – Monaco di Baviera, 10 maggio 1909) è stato un pittore tedesco, principalmente di soggetti mitologici e religiosi e soprattutto di arte ecclesiastica, influente anche in Grecia.

## Biografia
Era figlio del classicista e filellenico Friedrich Thiersch e fratello del chirurgo Karl Thiersch e del teologo H. W. J. Thiersch. Frequentò l'Accademia di Belle Arti di Monaco per studiare scultura, ma dopo alcuni anni si dedicò alla pittura, divenendo allievo di Heinrich Maria von Hess, Julius Schnorr von Carolsfeld e Karl Schorn. Dopo l'Accademia, dipinse una rappresentazione del Sakuntala (1848) e una scena diella Rivolta dei Camisardi, quindi si recò a Roma, dove disegnò scene della vita quotidiana italiana e dipinse Hiob unter seinen Freunden.

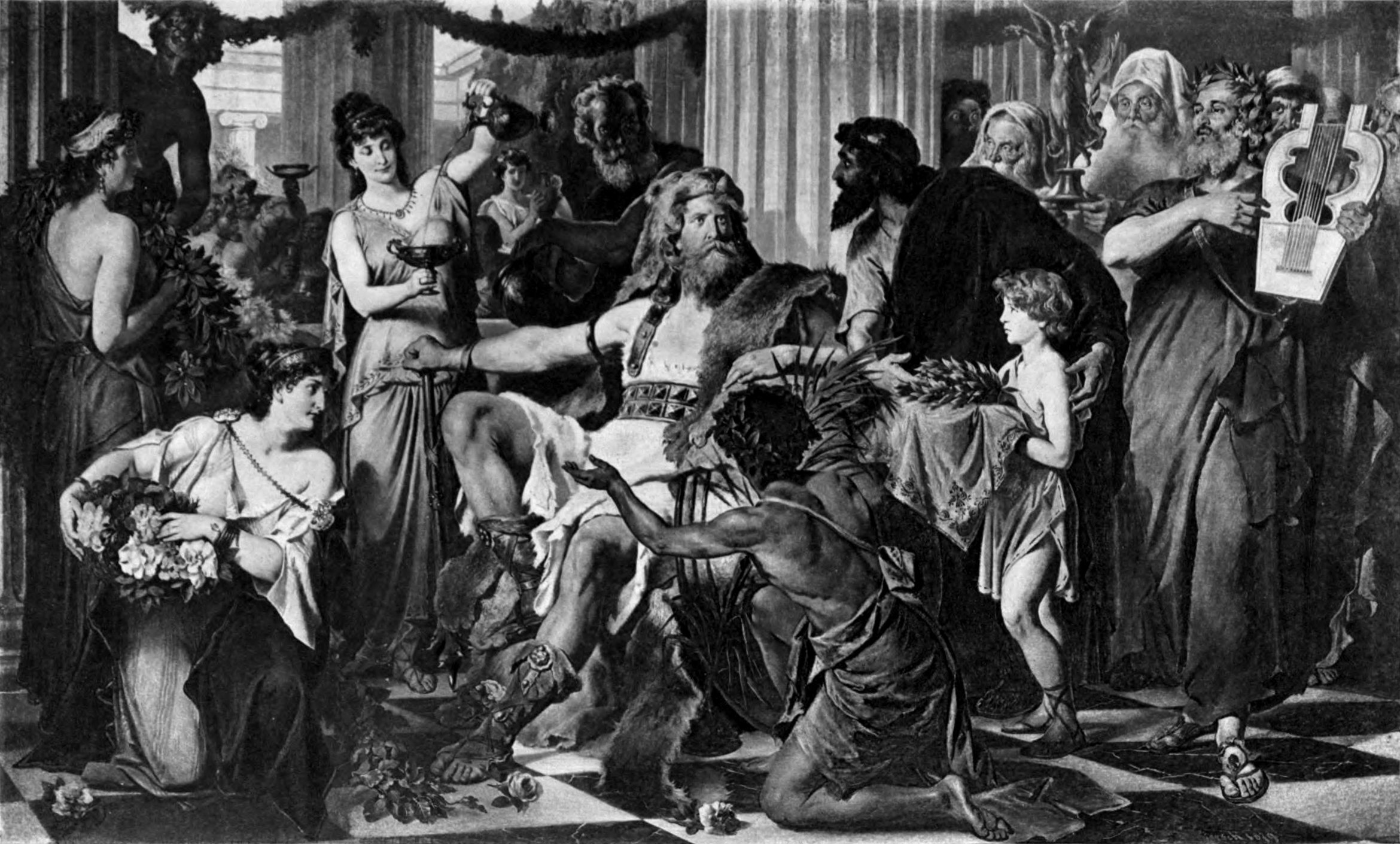
Alarico I ad Atene, 1894 (in Great Men and Famous Women, a cura di Charles Francis Horne).

Nel 1852, si recò con suo padre ad Atene, dove sostituì Rafaello Ceccoli alla Scuola di Belle Arti di Atene e si interessò all'arte bizantina. Dipinse numerosi affreschi nelle chiese greche e fu in prima linea in un movimento per "modernizzare" l'arte bizantina introducendo elementi dell'arte occidentale come la prospettiva naturalistica e l'anatomia. Per questo, a volte gli viene attribuito il merito di aver fatto scoprire l'arte bizantina al mondo dell'arte moderna, ma tale riforma fu controversa in Grecia, trovando una forte opposizione da parte di coloro che si opponevano a quelli che vedevano come tentativi di sostituire le tradizioni greche di lunga data con quelle straniere. Numerosi editoriali di giornali si opposero alla nomina di Thiersch a professore e continuarono a opporsi alla sua ricezione di commissioni per dipingere affreschi della chiesa. Tuttavia, le riforme occidentalizzanti furono favorite dalla monarchia bavarese dal re Ottone di Grecia, così come da Lysandros Kaftanzoglou, un architetto di spicco e capo del Politecnico di Atene, e quindi i suoi avversari non ebbero molto successo. 
Tra gli allievi di Thiersch durante i suoi anni ad Atene ci furono Kleoniki Gennadiou e in particolare Nikolaos Gyzis, che sarebbe diventato uno dei più noti pittori greci del XIX secolo e che sarebbe riuscito a coinvolgere le tradizioni occidentali pur continuando a produrre arte vista come autenticamente greca. L'affresco più notevole di Thiersch ad Atene si trova nella chiesa di San Nikodimos.
Per il resto della sua vita, viaggiò di città in città, lavorando alternativamente per dipingere affreschi di chiese e per produrre dipinti ad olio per clienti privati. La sua arte sacra è particolarmente degna di nota e, insieme a Ludwig Seitz e Jean-Hippolyte Flandrin, si ritiene abbia guidato un risveglio dell'arte ecclesiastica nell'Europa occidentale.
Nel 1856, Thiersch fu nominato a Vienna, dove continuò a dipingere affreschi nelle chiese. Durante questo periodo Teofilo Freiherr von Hansen, un architetto danese-austriaco che aveva anche trascorso del tempo in Grecia e si era interessato all'arte bizantina, stava ricostruendo la chiesa greca Fleischmarkt di Vienna in stile neo-bizantino, e a Thiersch insieme a Karl Rahl venne commissionata la realizzazione di affreschi per l'interno.
Dopo l'incarico a Vienna, Thiersch venne assunto a Roma da Simon Sinas, un filantropo greco, per il quale realizzò una serie di opere su temi mitologici e religiosi, tra cui Charon als Seelenführer, Einzug di Bakchos in den Hain von Kolonos e Thetis’ Klage um Achilleus.
Nel 1860 si recò a San Pietroburgo, dove dipinse affreschi e icone nelle cappelle del Granduca Nicola e del Granduca Michele e nella chiesa protestante di Santa Caterina.
Dopo il suo ritorno in Germania, Thiersch dipinse Auferweckung der Tochter des Jairus und Christus nel Getsemani (1866) per la Stiftskirche di Kempten, così come Predigt des Paulus auf dem Areopag e negli anni seguenti numerose altre opere, tra cui Christus am Teich Bethesda, Cerere, die to the Tochter sucht, Christus in der Wüste, Alarich in Athen als Sieger gefeiert e Kreuztragung Christi.

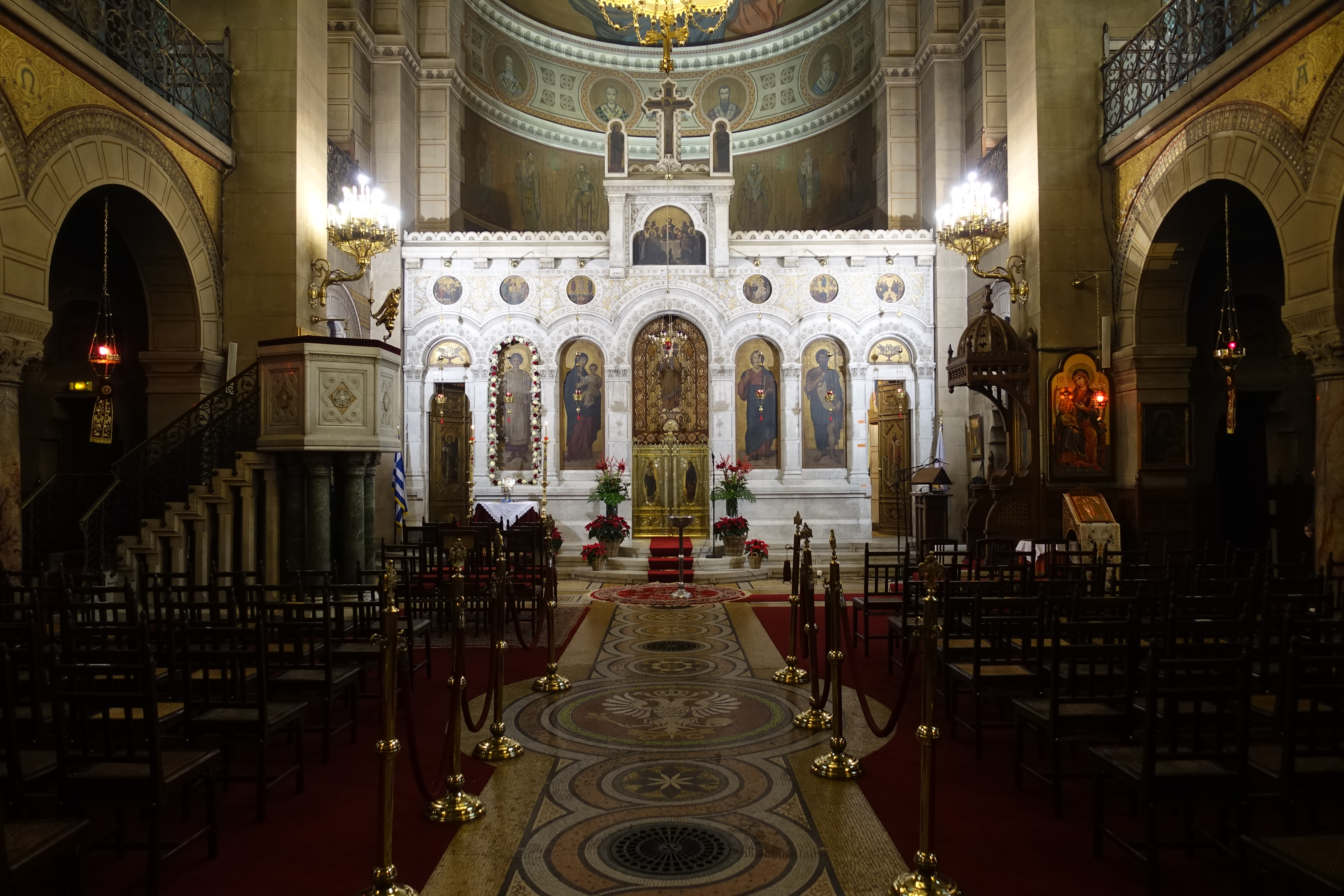
Cattedrale greco-ortodossa di Santo Stefano, a Parigi.

Alcuni anni dopo, Thiersch dipinse le icone nell'iconostasi della Cattedrale greco-ortodossa di Santa Sofia a Londra (consacrata nel 1882), e nella Chiesa greco-ortodossa di Santo Stefano a Parigi (consacrata nel 1895).